# Gerhard Grandke
Gerhard Grandke (Offenbach am Main, 11 giugno 1954) è un politico tedesco, sindaco di Offenbach am Main dal 1994 al 2006.